# Беверен
Беверен (на нидерландски: Beveren) е селище в Северна Белгия, окръг Синт Никлас на провинция Източна Фландрия. Населението му е около 45 700 души (2006).
В Беверен се намира АЕЦ Дул, произвеждаща почти 30% от електричеството в страната.